# Бойко, Сергей Сергеевич
Серге́й Серге́евич Бо́йко (род. 14 сентября 1971, Киевская область) — советский и российский футболист, полузащитник; тренер.

## Биография
Воспитанник владимирского футбола. В 1990—1991 играл в первенстве Белорусской ССР за команду «Обувщик», затем — за команды первого и второго дивизионов первенства России. С 1997 по 1998 год выступал в чемпионате Белоруссии за «Торпедо» Минск и «Славию» Мозырь.
Окончил Калужский государственный педагогический университет в 1999 году.
Окончил с отличием ВШТ в 2006 году. Тогда же проходил стажировки в клубах «Реал Сосьедад» и «Реал Мадрид». В 2009 году прошёл курсы по лицензированию тренеров под эгидой УЕФА. В 2010 году прошёл курсы повышения тренерского мастерства при РФС и ВШТ в Москве. В 2011 году проходил стажировку в ЦСКА. В 2016 году проходил стажировку в клубе «Терек» (Грозный).
Имеет лицензию тренера UEFA «PRO».
Карьеру главного тренера начал в 2006 году в наро-фоминском клубе «Нара-Десна». Работал главным тренером в клубах «Торпедо-РГ» (Москва, 2008), «Химик» (Дзержинск, 2009), «Знамя Труда» (Орехово-Зуево, 2010), «Зенит-Ижевск» (2011), «Вологда» (2013—2014).
17 июля 2014 года был назначен на пост главного тренера клуба «Иртыш» (Омск). За один сезон поднял клуб с седьмого на второе место зоны «Восток». Летом 2016 года покинул клуб.
В январе 2017 года назначен был главным тренером клуба «Муром». По завершении сезона 2017/18 в ПФЛ подал в отставку.
В 2019 году назначен главным тренером клуба армянской Премьер-лиги «Арарат» Ереван, клуб выдал самый успешный старт за всю историю выступлений. Позднее покинул клуб по собственному желанию.

## Достижения
- Финалист Суперкубка Белорусской ССР: 1990
- Серебряный призёр второго дивизиона России (зона «Восток»): 2014/15